# Christine Soetewey
Maria-Christine „Chris“ Soetewey (* 19. August 1957 in Kapellen) ist eine ehemalige belgische Leichtathletin.

## Sportliche Karriere
Die 1,70 Meter große Soetewey startete für AC Waasland und für AV Toekomst. Sie war 1979, 1980 sowie von 1982 bis 1987 belgische Meisterin im Hochsprung.
Bei den Halleneuropameisterschaften 1980 in Sindelfingen belegte Soetewey mit 1,84 Meter den neunten Platz. Bei den Olympischen Spielen in Moskau sprang sie in der Qualifikation 1,88 Meter. Im Finale gelangen ihr nur 1,80 Meter und sie wurde damit 12. Zwei Jahre später bei den Halleneuropameisterschaften 1982 in Mailand erreichte Soetewey mit 1,88 Meter den neunten Rang. Im Freien übersprang Soetewey bei den Europameisterschaften in Athen 1,85 Meter und verfehlte damit den Finaleinzug. 1983 bei den Halleneuropameisterschaften in Budapest übersprang Soetewey 1,84 Meter und wurde Sechste. Bei den Weltmeisterschaften in Helsinki überquerte sie in der Qualifikation 1,87 Meter. Mit 1,84 Meter im Finale belegte sie den 15. Platz.
1984 erreichte Soetewey im Finale der Halleneuropameisterschaften in Göteborg 1,92 Meter und wurde Vierte, die drei Medaillengewinnerinnen sprangen 1,95 Meter. Bei den Olympischen Spielen in Los Angeles schied Soetewey in der Qualifikation mit 1,80 Meter aus. Im Januar 1985 fanden in Paris-Bercy die Hallenweltspiele als Vorläufer der Hallenweltmeisterschaften statt. Soetewey belegte mit 1,85 Meter den siebten Rang. Zwei Jahre später bei den Halleneuropameisterschaften 1987 in Liévin reichten Soetewey 1,85 Meter nur zum 14. Platz.

## Bestleistungen
- Hoch: 1,94 Meter am 12. Juli 1983 in Brüssel
  - Hoch: 1,94 Meter am 5. Februar 1984 in Hoboken (Halle)